# Plateumaris pusilla
Plateumaris pusilla är en skalbaggsart som först beskrevs av Thomas Say 1826.  Plateumaris pusilla ingår i släktet Plateumaris och familjen bladbaggar. Inga underarter finns listade i Catalogue of Life.